# Challenger de Poznań 2014
El Poznań Open 2014 fue un torneo de tenis profesional jugado en canchas de tierra batida. Se disputó la 11.ª edición del torneo que formó parte del circuito ATP Challenger Tour 2014. Se llevó a cabo en Posnania, Polonia entre el 14 y el 20 de julio de 2014.

## Jugadores participantes del cuadro de individuales

### Cabezas de serie
| País                            | Jugador               | Rank1 | N.º |
| ------------------------------- | --------------------- | ----- | --- |
| Bandera de Eslovenia            | Blaž Rola             | 81    | 1   |
| Bandera de Austria              | Andreas Haider-Maurer | 97    | 2   |
| Bandera de Bélgica              | David Goffin          | 106   | 3   |
| Bandera de Brasil               | João Souza            | 126   | 4   |
| Bandera de Bosnia y Herzegovina | Damir Džumhur         | 130   | 5   |
| Bandera de Alemania             | Andreas Beck          | 131   | 6   |
| Bandera de Francia              | Pierre-Hugues Herbert | 132   | 7   |
| Bandera de Rumania              | Adrian Ungur          | 162   | 8   |

- 1 Se ha tomado en cuenta el ranking del día 7 de julio de 2014.

### Otros participantes
Los siguientes jugadores recibieron una invitación (wild card), por lo tanto ingresan directamente al cuadro principal (WC):
- Andriej Kapaś
- Błażej Koniusz
- Kamil Majchrzak
- Grzegorz Panfil

Los siguientes jugadores ingresan al cuadro principal tras disputar el cuadro clasificatorio (Q):
- Wesley Koolhof
- Christian Garín
- Artem Smirnov
- Miljan Zekić

## Jugadores participantes en el cuadro de dobles

### Cabezas de serie
| País                      | Jugador            | País                        | Jugador        | Ranking1 | N.º |
| ------------------------- | ------------------ | --------------------------- | -------------- | -------- | --- |
| Bandera de Polonia        | Tomasz Bednarek    | Bandera de Finlandia        | Henri Kontinen | 141      | 1   |
| Bandera de Suecia         | Andreas Siljeström | Bandera de Eslovaquia       | Igor Zelenay   | 249      | 2   |
| Bandera de Estados Unidos | James Cerretani    | Bandera de Alemania         | Frank Moser    | 270      | 3   |
| Bandera de Polonia        | Piotr Gadomski     | Bandera de los Países Bajos | Wesley Koolhof | 409      | 4   |

- 1 Se ha tomado en cuenta el ranking del día 7 de julio de 2014.

## Campeones

### Individual Masculino
- David Goffin derrotó en la final a  Blaž Rola por 6-4 y 6-2.

### Dobles Masculino
- Radu Albot /  Adam Pavlásek derrotaron en la final a  Tomasz Bednarek /  Henri Kontinen, 7-5, 2-6, 10-8.